# Gustav Voigts Centre
Das Gustav Voigts Centre (deutsch auch Gustav-Voigts-Zentrum) ist ein Einkaufs- und Geschäftszentrum an der Independence Avenue in Windhoek-Central. Es ist nach Gustav Voigts (1866–1934) benannt, einem aus Deutschland eingewanderter Unternehmer und erstem Bürgermeister von Windhoek.
Besitzer ist seit 2013 das namibische Immobilienunternehmen Oryx Properties. 
Das Einkaufszentrum hat eine Verkaufsfläche von 13.200 Quadratmeter und verfügt über 11.625 Quadratmeter Hotelfläche. Neben diversen Ladengeschäften und dem Hotel AVANI Windhoek Hotel & Casino (bis Juni 2015 Kalahari Sands Hotel & Casino) hatte hier auch das Stammhaus und Warenhaus Wecke & Voigts bis 2021 seinen Sitz, das 1895 an diesem Ort eröffnet worden war. Teil des Komplexes ist auch das Alexander-Forbes-Haus mit dem Hauptsitz des größten privaten namibischen Unternehmens Ohlthaver & List sowie die „Carl List Mall“, benannt nach dem Unternehmer Carl List.
Zwischen 2017 und 2021 fanden weitreichende Sanierungs- und Ausbaumaßnahmen statt.